# Microtome procellosa
Microtome procellosa là một loài bướm đêm trong họ Geometridae.